# Estación Pilar (Santa Fe)
Pilar era una estación de ferrocarril ubicada en la localidad homónima, departamento Las Colonias, provincia de Santa Fe, Argentina.
La estación fue habilitada a fines de los años 1880 por el Ferrocarril Provincial de Santa Fe.

## Servicios
No presta servicios de pasajeros ni de cargas. Sus vías corresponden al Ramal F2 del Ferrocarril General Belgrano. Sus vías e instalaciones están concesionadas a la empresa Trenes Argentinos Cargas. Desde esta estación se desprendía el Ramal F3 hacia la ciudad cordobesa de Villa María, que se encuentra clausurado y levantado desde 1977.
Hasta inicios de la década de 1980, prestaba servicios de pasajeros de media distancia entre la estación Santa Fe hasta la estación San Cristóbal.